# 早春 (1956年の映画)
『早春』（そうしゅん）は、1956年（昭和31年）に公開された日本映画である。小津安二郎監督の第47作目。

## 概要
東宝のスター俳優池部良と淡島千景を主演に、『君の名は』で一躍松竹の看板女優となった岸惠子を迎えて新味を出した作品。戦後からようやく立ち直りつつある東京を舞台に、若いサラリーマン夫婦の危機と再生、2人をめぐる人間模様を描く。池部と岸にとっては唯一出演した小津作品であり、同じようなキャストを使い続けた小津にとっては異例であった。
1947年（昭和22年）『長屋紳士録』から年1作ペースで映画を作り上げていた小津は、1953年に『東京物語』を完成。翌1954年8月、次回作の構想を練るべく、蓼科高原にある野田高梧の別荘（通称「雲呼荘」）に入った。同地で『早春』の着想を得たが、同年の9月以降、田中絹代の監督作『月は上りぬ』をめぐる騒動の中で田中を全面的にバックアップしたため、『月は上りぬ』は1955年1月の公開にこぎつけたが、小津の映画制作は進まなかった。1955年3月、茅ケ崎館で再び『早春』のシナリオに取り掛かって6月に完成。7月にロケハンを行い、8月に撮影に取り掛かった。12月29日に撮影を終え、1956年（昭和31年）1月29日に『早春』が公開された。
小津にとって1954年・1955年は戦後初の制作空白期間となった。ちなみに、1956年の『早春』以降も、1962年の遺作『秋刀魚の味』まで基本的に年1本ペースが守られている。なお、1959年のみ『お早よう』『浮草』の2本が公開された。2時間24分という上映時間は、小津の現存作品では最長である（散逸作品も含めれば、1931年製作の『美人哀愁』が158分で最長である）。本作から、小津が私淑して戦後はともに仕事をした里見弴の息子、山内静夫が製作に名を連ねている。

## あらすじ
高度経済成長前の東京のゆったりした風景のなかに、戦争を生き延びた若い友人達の関係、夫婦関係のデリカシー、サラリーマン生活、波乱の後で東京を離れ再出発する若夫婦の姿を描く。
東京蒲田の住宅地に暮らし、丸の内の丸ビルにあるオフィス（東亜耐火煉瓦）に電車通勤するサラリーマン正二（池部良）と妻・昌子（淡島千景）は共働きであるが、子供を疫痢で失って以来、お互いにしっくりいかないものを感じていた。そんな中、正二は通勤仲間の1人である「キンギョ」こと金子千代（岸惠子）と、成り行きから一夜を共にしてしまう。2人の仲にただならぬものを感じた昌子は、正二を責めて家を出ていく。正二には部長から岡山県三石への転勤話が持ち出されていた。正二は千代には告げず転勤の支度をしていたが、転勤話を知った千代は正二宅を訪れ、自分に何も告げずに三石に赴こうとする正二を責め立てる。結局、単身で三石に赴任した正二であったが、しばらく後にそのあとを追って、昌子が三石の社宅に来た。夫婦はそこでやり直すことを誓うのだった。

## スタッフ
- 監督：小津安二郎
- 脚本：野田高梧、小津安二郎
- 製作：山内静夫
- 撮影：厚田雄春
- 美術：浜田辰雄
- 録音：妹尾芳三郎
- 照明：加藤政雄
- 音楽：斎藤高順
- 装置：山本金太郎
- 装飾：守谷節太郎
- 衣裳：長島勇治
- 現像：林龍次
- 編集：浜村義康
- 監督助手：田代幸蔵
- 撮影助手：川又昂
- 録音助手：堀義臣
- 照明助手：中田達治
- 録音技術：堀川修造
- 進行：清水富二

## 出演者
- 杉山昌子：淡島千景
- 杉山正二：池部良（東宝）
- 青木大造：高橋貞二 - 正二の遊び仲間。

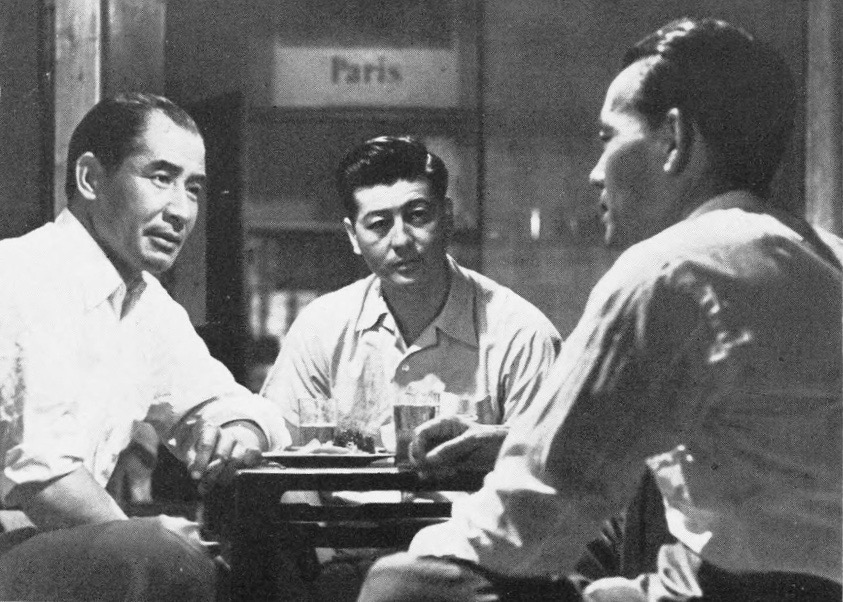
山村聡、池部良、笠智衆

- 金子千代：岸恵子 - 正二の遊び仲間。タイピスト。
- 小野寺喜一：笠智衆 - 正二の会社の先輩で正二と昌子の仲人。
- 河合豊：山村聡 - カフェの経営者。正二の会社の先輩。
- 北川康一：田浦正巳 - 昌子の弟。学生。
- 田村たま子：杉村春子（文学座） - 杉山家の隣人。
- 北川しげ：浦邊粂子（大映） - 昌子の母。呑屋の女将。
- 河合雪子：三宅邦子 - 河合の妻。
- 服部東吉：東野英治郎（俳優座） - カフェの客。
- 平山：三井弘次 - 正二の戦友。
- 坂本：加東大介 - 正二の戦友。
- 田辺：須賀不二夫 - 正二の遊び仲間。
- 野村：田中春男（東宝） - 正二の遊び仲間。
- 富永栄：中北千枝子（東宝） - 昌子の友人。未亡人。
- 本田久子：山本和子 - 正二の遊び仲間。
- 辻：諸角啓二郎
- 総務部長：中村伸郎（文学座） - 正二の上司。
- 田村精一郎：宮口精二（文学座） - たま子の夫。
- 三浦の母：長岡輝子（文学座）
- 三浦勇三：増田順二 - 正二の会社の同僚。重い病で伏せている。
- 菅井のツーさん：菅原通済（特別出演）
- 眼帯のOL : 川口のぶ

## 作品データ
- 製作：松竹大船撮影所
- フォーマット：白黒・スタンダードサイズ（1.37:1）・モノラル
- 初回興行：
- 同時上映：

## エピソード
- 本作で岸惠子を気に入った小津は、次回作『東京暮色』の明子役に岸をキャスティングするつもりであったが、岸の『雪国』の撮影が長引いたために断念し、代わりに有馬稲子を起用した[2]。
- 戦友たちの再会した場面で正二（池部良）が平山（三井弘次）、坂本（加東大介）らと歌う「ツーツーレロレロ」という歌は「シャンラン節」という俗謡である。